# Франсоа Моријак
Франсоа Моријак (фр. François Mauriac; Бордо, 11. октобар 1885 — Париз, 1. септембар 1970) био је француски књижевник.
Један је од ретких католичких писаца који је устао против тоталитарних режима и пружио подршку шпанским републиканцима. Током нацистичке окупације Француске учествовао је у покрету отпора, сарађивао у илегалној штампи и под псеудонимом Форез објавио "Црвену бележницу".
Након 1945. године био је врло активан у новинарству (Фигаро, Експрес), а заговарао је националну трпељивост и превладавање ускогрудности. Дебитовао је књигама поезије "Склопљене руке" и "Збогом младости". Писао је и есеје, књижевне критике као и књиге из религијске историје и тематике. Међу бројним романима истичу се "Пољубац губавцу", "Пустиња љубави", "Судбине", "Змијско легло" и "Мистерија Фронтенацових". Свет његових ликова је свет вечне тескобе и гризодушја, непрестаних конфликата са „постулатима вере“.
Током 1950тих подржавао је независност Алжира. Критиковао је употребу тортуре у Алжиру. Залагао се за повлачење Француских снага из Индокине, тј. Вијетнама. Публиковао је серију мемоара генерала Де Гола. Охрабривао је Елија Визела да пише о доживљајима Јевреја у време холокауста.
Добитник је Нобелове награде за књижевност 1952. године.

## Дела
- „Склопљене руке“
- „Збогом младости“
- „Пољубац губавцу“
- „Змијско легло“
- „Мистерија Фронтенацових“
- „Пустиња љубави“
- „Судбине“